# NGC 4506
NGC 4506 (другие обозначения — UGC 7682, MCG 2-32-120, ZWG 70.152, VCC 1419, PGC 41546) — спиральная галактика с перемычкой (SBa) в созвездии Волосы Вероники.
Галактика выделяется очень малым потоком излучения на длине волны 350 мкм, плотность потока составляет 178 мЯн. Излучение галактики в линии H-альфа сосредоточено в нескольких «пятнах», и кривая вращения по этим данным определяется ненадёжно. Спиральная структура в этой галактике очень слабая.
Этот объект входит в число перечисленных в оригинальной редакции «Нового общего каталога».